# Катаріна фон Грюневальдт
Катаріна Софія Кітті фон Грюневальдт (нім. Katharina Sophie Kitty von Grünewaldt; 27 вересня 1866, Мінськ — 1 січня 1917, Ревель) — балтійсько-німецька диякониса та поетеса.

## Біографія
Представниця знатного балтійського роду. Дочка Конрада Моріца Георга фон Грюневальдта (1825–1868), та його дружини Наталі, уродженої фон дер Пален-Астрау (1831–1900). Її найстарша сестра Анна фон Грюневальдт була вихователькою і з 1892 по 1910 року очолювала Фонд імператриці Августи в Потсдамі, а інша старша сестра Августа Елізабет фон Грюневальдт (16 квітня 1861, маєток Аффель, Естляндська губернія) була настоятелькою монастиря знатних дам з 1909 року. Також в Катаріни був старший брат.
Після домашнього навчання Катаріна відвідувала школу Августа Кушки в Ревелі, а потім школу Говена в Ревелі з 1879 по 1883 роки. Після цього вона навчалась на дияконису у Франкфурті-на-Майні та в Берліні. З 1908 по 1917 рік — настоятелька інституту дияконис в Ревелі.

## Нагороди
- Хрест «За заслуги» для жінок та дівчат